# Metropolitan Green Belt

La Ceinture Verte métropolitaine (entourée en rouge) parmi les autres ceintures vertes d'Angleterre.

La Ceinture Verte métropolitaine (Metropolitan Green Belt) est un dispositif mis en place autour de Londres dans un objectif initial de régulation de l'extension urbaine. Précurseure de la politique de Ceinture Verte britannique, elle est aussi à l'origine de la popularisation du concept et de l'expression de ceinture verte. 
La Ceinture Verte Métropolitaine s’étend actuellement sur la partie extérieure du Grand Londres, sur la majorité des six comtés limitrophes, une partie du comté de Berfordshire, et déborde très légèrement sur le Sussex. En 2018, les données gouvernementales chiffraient le périmètre de total de la Ceinture Verte métropolitaine à 513 860 hectares. 

## Origine
Les premiers projets de ceinture verte autour de Londres ont été formulés à partir de 1890, mais c’est le projet proposé dans le Plan d'extension du Grand Londres (Development Plan of Greater London) par la London Society en 1919, qui a suscité pour la première fois une réelle adhésion. La London Society, avec le Groupe pour la protection de l'Angleterre rurale (Campaign to Protect Rural England), a d’abord milité pour une ceinture (d'une largeur de 3 km à l’origine) venant contenir l’étalement urbain, et au-delà de laquelle la construction est à nouveau autorisée. Cette dernière n’a pas été réalisée. La dynamique d’extension de Londres entre les deux guerres mondiales a par la suite rendu impossible l’aménagement d’une ceinture verte continue sur un périmètre aussi vaste que l’actuel Grand Londres.   
C’est au London County Council, alors dirigé par Herbert Morrison, qu'une première politique de Ceinture Verte métropolitaine est ébauchée, en 1934. Celle-ci poursuivait l'idée proposée par la London Society de contenir l'étalement tout en favorisant le développement d'espaces de loisirs ouverts au public. Après avoir été présenté officiellement par le Comité de planification régionale du Grand Londres (Greater London Regional Planning Committee), le projet a été approuvé au Parlement, avec l’adoption du Green Belt Act en 1938, qui a autorisé les autorités locales concernées à acquérir les terrains privés nécessaires à l'aménagement de la Ceinture Verte. La politique de Ceinture Verte a par la suite été intégrée dans le Plan du Grand Londres (Greater London Plan), supervisé par Patrick Abercrombie, et adopté en 1944. Ce n’est qu’au début des années 1950 que la Ceinture Verte métropolitaine a réellement été mise en œuvre, après que les différentes autorités locales sont parvenues à se coordonner pour arrêter un périmètre précis et conduire les procédures nécessaires.   
La délimitation du périmètre de la Ceinture Verte s’est articulée avec le New Towns Act de 1946, qui avait pour objectif de remédier à la surpopulation et au mal-logement dans les quartiers centraux des grandes villes (en particulier de Londres, endommagée en outre par des bombardements) en aidant au relogement dans des villes nouvelles (New Towns). Ces dernières ont ainsi été établies, dans le cas de Londres, au-delà de la Ceinture Verte nouvellement créée. 
Parallèlement, le Town and Country Planning Act de 1947, qui est venu réformer l’urbanisme local à l'échelle nationale, a autorisé les autorités locales à mettre en place des projets de ceintures vertes dans leurs futurs documents d’urbanisme. Mais le procédé introduit se distingue par sa nature strictement réglementaire : il s'agit pour les autorités locales d'empêcher l'urbanisation en restreignant les droits de propriété sur les zones délimitées par leur soin. C'est essentiellement par ce dispositif que la Ceinture Verte londonienne s'est étendue par la suite.
En 1955, à partir des premiers retours d’expérience de la Ceinture Verte londonienne, et à la suite d’un débat à la Chambre des Communes, le ministre Duncan Sandys a de nouveau encouragé les autorités locales à mettre en place des ceintures vertes, mais désormais sur des fondements exclusifs de limitation de l'extension urbaine et de préservation du patrimoine, en abandonnant l'objectif initial de création d'espaces de loisirs. Une ceinture verte pouvait ainsi être mise en place pour contrôler l’extension des grandes villes, empêcher les agglomérations des grandes villes de fusionner, ou bien pour préserver les caractéristiques de certaines villes. 

## Évolution du périmètre
Le périmètre de la Ceinture verte a été considérablement étendu depuis sa création, essentiellement par voie réglementaire. Il atteint environ 500 000 hectares, soit plus de trois fois la superficie du Grand Londres, son épaisseur dépassant par endroits 50 km. 
Les extensions principales ont permis d’intégrer les collines du Surrey, les Chiltern ainsi que trois espaces boisés du Weald, parmi lesquels la forêt d’Epping. La protection de ces espaces a par la suite été renforcée avec leur classification en Espaces de beauté naturelle remarquable (Areas of Outstanding Natural Beauty).
Le périmètre de la Ceinture Verte fait l’objet de légères modifications chaque année. Celles-ci peuvent être dues à la réalisation de projets de nouvelles infrastructures de transport, industrielles, et parfois de logement, pour lesquelles l'utilité publique est jugée prépondérante. En compensation de nouveaux espaces intègrent le périmètre. En règle générale, outre les espaces agricoles, naturels et forestiers, les espaces de loisirs (dont les parcours de golf et les plans d’eau) peuvent être classés en Ceinture Verte.

## Critiques et débats
En 2014, la London Society a publié un rapport dans lequel elle retrace l’histoire de la Ceinture Verte londonienne. Sans remettre en cause cette dernière, le rapport insiste sur la nécessité de mobiliser pour partie la Ceinture Verte pour répondre au besoin de développement du logement. La publication a lancé un débat sur l'opportunité du dispositif et particulièrement sur la réglementation qui en découle,,. La Planning Officers Society a ainsi interpellé le gouvernement pour qu'une évaluation globale du dispositif soit effectuée. L'organisation a par la même occasion formulé des propositions pour repenser les règles de compensation lors du déclassement de certaines parties du périmètre, afin de privilégier la restauration des habitats écologiques et la préservation de la capacité de la Ceinture Verte à absorber la pollution.
L’Institut Adam Smith a quant à lui plus vivement critiqué la Ceinture Verte, notamment l'étendue de celle-ci et la rigidité des restrictions qu'elle impose, lesquelles constitueraient un frein important à la construction de logements dans la métropole. Selon l'Institut, le déclassement de certaines parties de la Ceinture Verte, sur des critères de proximité avec les lignes de transport en commun, ou de faible qualité environnementale notamment (six scénarios étant étudiés), permettrait de développer considérablement l'offre de logements, et ainsi d'agir à la baisse sur les prix de l'immobilier.